# Братья Богдановы
Братья Богда́новы или Братья Богда́нофф (фр. Les frères Bogdanoff), настоящие имена Игорь Юрьевич Остасе́нко-Богда́нов (фр. Igor Yourévitch Ostasenko-Bogdanoff; 29 августа 1949, Сен-Лари — 3 января 2022) и Григорий «Гри́шка» Юрьевич Остасе́нко-Богда́нов (фр. Grégoire "Grichka"  Yourévitch Ostasenko-Bogdanoff; 29 августа 1949, Сен-Лари — 28 декабря 2021, Париж) — французские братья-близнецы русского происхождения, телеведущие, продюсеры, меценаты и популяризаторы науки, которые прославились в 1970-е годы как ведущие различных научно-популярных программ на французском телевидении, посвящённых космологии и научной фантастике. В 2010 году братья Богдановы стали фигурантами скандального дела о ненаучности их диссертаций и вынуждены были выплатить штраф в размере двух тысяч евро французскому Национальному центру научных исследований по математике и теоретической физике.

## Биография

### Происхождение
Игорь и Григорий родились 29 августа 1949 года во французском городе Сен-Лари (департамент Жер) в семье Юрия Михайловича Остасенко-Богданова (1928—2012), русского художника, называвшего себя иногда «князем Богдановым», и Марии (Майи) Долорес Францишки Коловрат-Краковской (1928—1982). Игорь старше Григория на 45 минут.
Их отец Ю́рий Миха́йлович Остасе́нко-Богда́нов родился 28 января 1928 года в Ленинграде в семье Михаила Борисовича Богданова и Анны фон дер Остен-Сакен (Остасенко). Отец Михаила Борисовича, Борис Александрович Богданов, служил в кавалерии и погиб в 1917 году во время революционных событий. Михаил Борисович Богданов был репрессирован, а 13-летний Юрий после начала блокады Ленинграда эвакуирован в Слуцк. Во время войны Слуцк был занят немцами и разграблен, а Юрий был угнан на принудительные работы в Германию. Ему удалось выбраться в нейтральную Испанию, где ему оказал помощь князь Ираклий Багратион-Мухранский (1909—1977). Там же Юрий познакомился со своей будущей супругой Майей Коловрат-Краковской. По документам Юрий добился права называть себя князем Богдановым, вследствие чего его сыновья Игорь и Григорий имеют право называть себя князьями Богдановыми. Юрий Михайлович скончался 4 августа 2012 года в Сен-Лари.

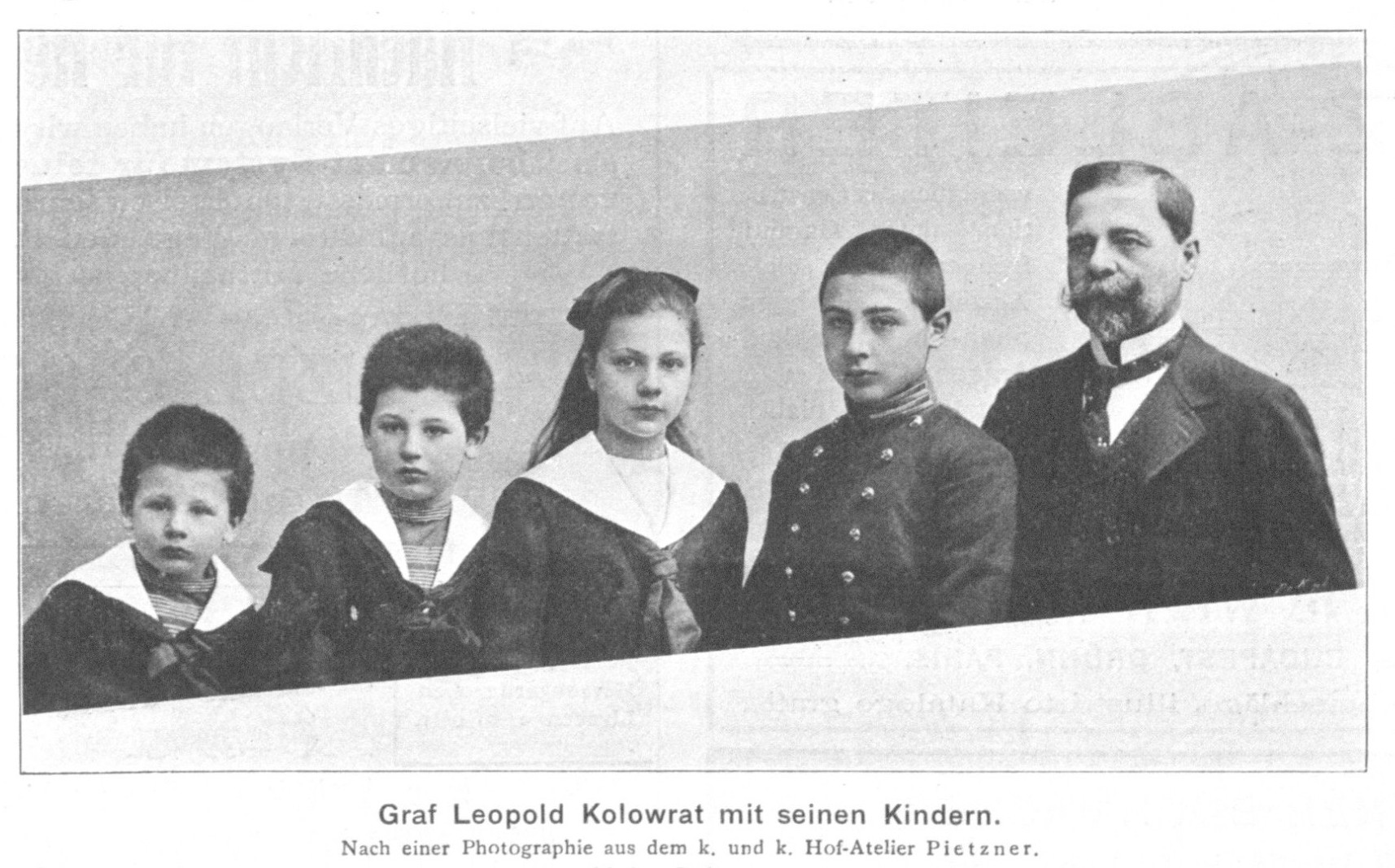
Дети Леопольда Коловрата-Краковского слева направо: Йиндржих, Бедржих, Берта и Александр

Их мать Мари́я Доло́рес Франци́ска Коловра́т-Краковская (Майя Коловрат-Краковская) родилась 28 февраля 1926 года. Является внебрачной дочерью австрийской графини с чешскими корнями Берты Генриетты Катерины Надин Коловрат-Краковской (21 июня 1890 — 29 января 1982), сестры кинематографиста Александра Коловрата-Краковского. Считается, что настоящим отцом Майи был американский чернокожий оперный певец Роланд Хэйес, имевший корни индейцев чероки и выходцев с территории современного Кот-д’Ивуара, но он никогда не признавал детей от Берты. По паспорту отцом Майи был граф Иероним фон Коллоредо-Мансфельд, с которым Берта состояла официально в браке. Майя Коловрат-Краковская скончалась 12 мая 1982 года от рака; всего у неё родились шестеро детей (Игорь, Григорий, Франсуа, Лоранс, Жеральдин и Вероника).
Игорь и Григорий с самого детства изучали свою родословную и воспитывались у бабушки Берты в замке Шённбрунн в Сен-Лари, где была богатая библиотека с различными книгами на научную тематику.

### Личная жизнь
Григорий Богданов не был женат и не имел детей.
Игорь был женат несколько раз:
- Первой женой Игоря стала актриса Женевьева Град, от которой у него родился сын Дмитрий в 1976 году[21]. Однако Игорь в марте 2015 года заявил, что не признаёт Дмитрия как своего сына[20].
- Второй супругой стала Людмила д’Ультремон (родилась 27 июля 1965 года в Марселе, дочь графа Марка-Антуана д’Ультремона и графини Марии Терезии фон Галлен). Дети: Саша Мария Остасенко-Богданова (родилась 8 сентября 1989 года в Париже)[22], Анна Клария Остасенко-Богданова (родилась 28 марта 1991 года) и Венцеслав Остасенко-Богданов[23] (родился 29 августа 1994 года в Орше)[20]. В 1994 году Игорь развёлся.
- Третий брак: 1 октября 2009 года Игорь женился на писательнице Амели де Бурбон де Парм (родилась 13 марта 1977 года в Париже). Амели — внебрачная дочь принца Мишеля Бурбон-Пармского и Лори ле Буржуа (по мнению прессы, одним из её предков был король Людовик XVI). Свадьба состоялась официально 3 октября 2009 года в замке Шамбор[24]. В браке родились дети Александр (24 октября 2011) и Константин (октябрь 2014 года)[25]. Игорь и Амели развелись в 2018 году.

Братья владели французским, немецким и английским языками, но практически не говорили по-русски.
Внешность братьев Богдановых в последние десятилетия претерпевала серьёзные изменения — у них неестественно увеличились подбородки и губы, появились массивные щеки, а также произошли иные метаморфозы в их облике. В прессе неоднократно ходили слухи, что братья сделали себе огромное количество пластических операций, чем обуславливается их внешность, но братья отрицали факт каких-либо операций и в шутку говорили, что это их «инопланетные морды». Некоторые утверждают, что у близнецов просто стали проявляться признаки акромегалии.
В 2000 году братья приобрели замок Эсклиньяк XVI—XVII веков в городе Монфор, в департаменте Жер в регионе Окситан. В 2014 году на краудфандинговой платформе проходила кампания по сбору средств для восстановления здания. В 2016 году замок был зарегистрирован как исторический памятник.
15 декабря 2021 года братья Богдановы были госпитализированы в критическом состоянии из-за COVID-19. 28 декабря 2021 года Григорий умер от болезни в возрасте 72 лет в Европейской больнице имени Жоржа Помпиду в Париже. Шесть дней спустя, 3 января 2022 года скончался и Игорь.

### Образование
С юных лет Игорь и Григорий, проживая в замке своей бабушки Берты Коловрат-Краковской, читали много книг, в том числе и по астрономии. Они учились в военной школе в Сорезе, и, окончив её в 14 лет, уехали в Париж. Одной из их страстей была авиация: самолёты, вертолёты и планеры. Так, у Игоря имелся опыт полётов 4 тысячи часов.
Игорь получил высшее образование по специальности «семиотика» и докторскую степень в области теоретической физики (диссертация на тему «Квантовые флуктуации метрической сигнатуры по шкале Планка»).
Григорий окончил Институт политических исследований в Париже и получил степень доктора по математике (диссертация «Топологическое состояние пространства-времени в нулевом масштабе»).

### Телекарьера

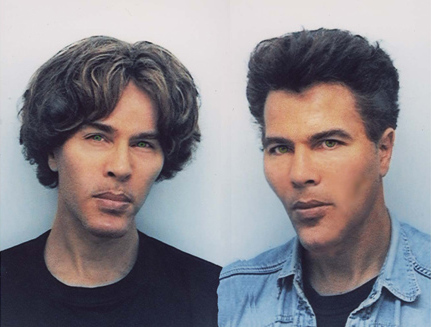
Григорий и Игорь в 1990-е

В 1976 году братьями опубликована первая книга «Ключи к научной фантастике» (фр. Clefs pour la science-fiction), и Ролан Барт написал предисловие к книге, опубликованное в журнале «La Quinzaine littéraire». Тогда же они дают интервью на тему научной фантастики в программе «Un sur Cinq» Патриса Лаффона. Следующим их шагом в карьере стал телеканал TF1, где они дали интервью Иву Муруси и стали ведущими в одной из рубрик программы «Bon appétit», рассказывая о роботах и различных научных феноменах. С 1979 года братья Богдановы ведут популярнейшее шоу «Время X» (фр. Temps X), популяризируя квантовую физику и астрономию и внося интригу с помощью сюжетов книг научной фантастики и популярнейших фантастических фильмов. В 1982 году братья стали ведущими шоу «2002: Одиссея будущего» (фр. 2002 – L'Odyssée du Futur), в 1989 году — еженедельной программы «Будущее» (фр. Futur's). Среди иных проектов известны «Projet X 13» на телеканале 13ème Rue Universal, шоу «Rayon X», «Science X» и «Science 2» на France 2, но они были раскритикованы.
В 2010 году братья стали ведущими нового тележурнала «À deux pas du futur» на France 2 (в 2011 году переехал на France 5), а также стали преподавать на кафедре космологии в частном университете Мегатренд в Белграде. С 2015 года братья снимались в приключенческом телешоу «Ключи от форта Байяр», задавая участникам вопросы по поводу научных экспериментов и в обмен на правильный ответ вознаграждая их подсказкой для поиска ключевого слова.
В 2020 году они выступали во французской версии шоу Mask Singer в образе «Попугаев» и были раскрыты третьими.

## Научная деятельность
В 1991 году братья начали готовиться в Университете Бордо I к защите докторских работ по космологии, когда к ректору университета пришли множество писем от различных лиц (в том числе и от влиятельных сотрудников университета) с просьбами не допускать братьев в аспирантуру. Братья Богдановы уехали в Дижон, где продолжили свою работу в Университете Бургундии.
После защиты докторских работ Григорию Богданову в 1999 году присудили степень доктора на основании одобрения его работы тремя членами учёного совета, а Игорь не сумел защитить свою диссертацию, получив степень только 8 июля 2002 года. С 2001 по 2003 годы ими были написаны пять статей, опубликованных в журнале «Annals of Physics» и «Classical and Quantum Gravity».
В 2010 году разразился очередной скандал: Национальный комитет научных исследований по математике и теоретической физике заявил, что работы братьев не представляют никакой научной ценности. Братья подали в суд на центр с иском на 1,2 млн евро, но проиграли дело: Административный суд Парижа вынудил их выплатить компенсацию в размере 2 тысяч евро.

## Публикации
Братья Богдановы опубликовали ряд книг, посвящённых научной фантастике, философии и популяризации науки. До 1991 года фамилия каждого из них писалась как Богданофф, но с 1991 года они подписываются Богданов.
- Clefs pour la science-fiction, Éditions Seghers, 378 p., Paris, 1976 [no ISBN], BNF:34707099q.
- L’Effet science-fiction: à la recherche d’une définition, Éditions Robert Laffont, Paris, 1979, 423 p., ISBN 978-2-221-00411-1, BNF:34650185g.
- Chroniques du «Temps X», Éditions du Guépard, Paris, 1981, 247 p., ISBN 978-2-86527-030-9, BNF: 34734883f.
- La Machine fantôme, Éditions J’ai lu, 1985, 251 p., ISBN 978-2-277-21921-7, BNF:34842073t.
- La Mémoire double, first as hardcover on Éditions Hachette, Paris, 1985, 381 p., ISBN 978-2-01-011494-6, BNF:348362498; then as pocket book
- Dieu et la science: vers le métaréalisme: Hardcover Éditions Grasset, Paris, 1991, 195 p., ISBN 978-2-246-42411-6, BNF: 35458968t; then as a pocketbook
- Avant le Big Bang: la création du monde, Paris, 2006, 318 p.
- Voyage vers l’Instant Zéro, Éditions EPA, Paris, 2006, 185 p., ISBN 978-2-85120-635-0, BNF: 40986028h.
- Nous ne sommes pas seuls dans l’univers, Éditions EPA, Paris, 2007, 191 p., ISBN 978-2-85120-664-0, BNF: 411885989.
- Au commencement du temps, Éditions Flammarion, Paris, 2009, 317 p., ISBN 978-2-08-120832-2, BNF: 420019981.
- Le Visage de Dieu Paris, May 2010, 282 p., ISBN 978-2-246-77231-6, BNF: 42207600f.
- Le Dernier Jour des dinosaures Éditions de la Martinière, Octobre 2011, ISBN 978-2-7324-4710-0
- La Pensée de Dieu, Éditions Grasset, Paris, June 2012, ISBN 978-2-246-78509-5
- Le mystère du satellite Planck (Qu’y avait-il avant le Big Bang ?), Éditions Eyrolles, June 2013, ISBN 978-2-212-55732-9
- La Fin du hasard, Éditions Grasset, Paris, Octobre 2013, ISBN 978-2-246-80990-6
- 3 minutes pour comprendre la grande théorie du Big Bang, Éditions Le Courrier du Livre, October 2014, ISBN 978-2-7029-1121-1